# Boeremia noackiana
Boeremia noackiana är en svampart som först beskrevs av Allesch., och fick sitt nu gällande namn av Aveskamp, Gruyter & Verkley 20 10. Boeremia noackiana ingår i släktet Boeremia, ordningen Pleosporales, klassen Dothideomycetes, divisionen sporsäcksvampar och riket svampar.   Inga underarter finns listade i Catalogue of Life.